# Ahmedabad Challenger 1995
L'Ahmedabad Challenger 1995 è stato un torneo di tennis facente parte della categoria ATP Challenger Series nell'ambito dell'ATP Challenger Series 1995. Il torneo si è giocato a Ahmedabad in India dal 30 ottobre al 5 novembre 1995 su campi in cemento.

## Vincitori

### Singolare
Tomas Nydahl ha battuto in finale  Eyal Ran con il punteggio di 6–4, 6–0

### Doppio
Pietro Pennisi /  Davide Sanguinetti hanno battuto in finale  Ivan Baron /  João Cunha e Silva con il punteggio di 7–6, 6–4